# Seznam vrcholů v Kremnických vrších
Seznam vrcholů v Kremnických vrších zahrnuje pojmenované vrcholy s nadmořskou výškou nad 1000 m. K sestavení seznamu bylo použito map dostupných na stránkách hiking.sk.

## Seznam vrcholů
| #   | Vrchol          | Výška (m) | Souřadnice                       | Přístup                                              |
| --- | --------------- | --------- | -------------------------------- | ---------------------------------------------------- |
| 1.  | Flochová        | 1317      | 48°48′24″ s. š., 18°58′25″ v. d. | červená turistická značka · zelená turistická značka |
| 2.  | Svrčinník       | 1313      | 48°48′19″ s. š., 18°59′29″ v. d. | červená turistická značka                            |
| 3.  | Vyhnatová       | 1283      | 48°45′25″ s. š., 19°00′14″ v. d. | červená turistická značka                            |
| 4.  | Javorová studňa | 1280      | 48°48′12″ s. š., 18°57′16″ v. d. | neznačeno                                            |
| 5.  | Zlatá studňa    | 1265      | 48°42′54″ s. š., 19°00′18″ v. d. | červená turistická značka                            |
| 6.  | Velestúr        | 1254      | 48°42′32″ s. š., 19°00′15″ v. d. | červená turistická značka · žlutá turistická značka  |
| 7.  | Smrečník        | 1249      | 48°42′30″ s. š., 18°59′41″ v. d. | neznačeno                                            |
| 8.  | Skalka          | 1232      | 48°44′18″ s. š., 18°59′47″ v. d. | červená turistická značka                            |
| 9.  | Mýtný vrch      | 1221      | 48°43′46″ s. š., 19°00′04″ v. d. | červená turistická značka                            |
| 10. | Labušen         | 1181      | 48°41′49″ s. š., 18°59′41″ v. d. | neznačeno                                            |
| 11. | Tabla           | 1178      | 48°46′53″ s. š., 19°00′52″ v. d. | červená turistická značka                            |
| 12. | Vlčí vrch       | 1172      | 48°45′34″ s. š., 18°58′18″ v. d. | neznačeno                                            |
| 13. | Vlčí vrch       | 1147      | 48°45′04″ s. š., 18°59′19″ v. d. | neznačeno                                            |
| 14. | Javorník        | 1085      | 48°42′57″ s. š., 18°58′18″ v. d. | neznačeno                                            |
| 15. | Horná roveň     | 1076      | 48°43′20″ s. š., 19°01′11″ v. d. | neznačeno                                            |
| 16. | Zlatá studňa    | 1065      | 48°49′14″ s. š., 18°56′38″ v. d. | neznačeno                                            |
| 17. | Hladká          | 1054      | 48°43′33″ s. š., 18°58′30″ v. d. | neznačeno                                            |
| 18. | Košiare         | 1050      | 48°42′04″ s. š., 19°02′08″ v. d. | neznačeno                                            |
| 19. | Priečny vrch    | 1048      | 48°49′50″ s. š., 19°00′10″ v. d. | červená turistická značka                            |
| 20. | Andrejová       | 1034      | 48°49′35″ s. š., 18°57′34″ v. d. | neznačeno                                            |
| 21. | Krpec           | 1031      | 48°47′50″ s. š., 18°55′21″ v. d. | neznačeno                                            |
| 22. | Laurín          | 1025      | 48°41′01″ s. š., 19°02′18″ v. d. | neznačeno                                            |
| 23. | Vápenica        | 1022      | 48°48′07″ s. š., 19°02′13″ v. d. | modrá turistická značka                              |
| 24. | Horný chlum     | 1013      | 48°40′22″ s. š., 18°58′05″ v. d. | neznačeno                                            |
| 25. | Kremnický štít  | 1008      | 48°41′45″ s. š., 18°57′13″ v. d. | žlutá turistická značka                              |